# Woodbury, Kentucky
Woodbury är en ort i Butler County i den amerikanska delstaten Kentucky med en folkmängd, som uppgår till 90 invånare (2010). Den har enligt United States Census Bureau en area på 0,4 km².